# Глазунов, Михаил Фёдорович
Михаи́л Фёдорович Глазуно́в (родился 31 октября [12 ноября] 1896 года, Санкт-Петербург, Российская империя — умер 11 ноября 1967 года, Ленинград, РСФСР, СССР) — советский учёный-патологоанатом, доктор медицинских наук (1936). Академик АМН СССР (1960).

## Биография
Родился 31 октября (12 ноября) 1896 года в Петербурге.
В 1915 году окончил с серебряной медалью Царскосельскую Императорскую Николаевскую мужскую гимназию, где его классным наставником был А. М. Малоземов. По окончании гимназии поступил в Петербургскую Военно-Медицинскую академию (ныне Военно-медицинская академия имени С. М. Кирова), которую окончил в 1919 году.
По окончания Академии был направлен врачом в Красную Армию. Там он начал производить вскрытия, потянулся к науке.
В 1921 году и в 1923 году посылался для усовершенствования по специальности в Военно-Медицинскую академию, где стал работать на кафедре патологической анатомии руководством А. И. Моисеева, Н. Н. Аничкова и Д. Д. Лохова.
C 1924 году М. Ф. Глазунов работал младшим преподавателем, потом — преподавателем, старшим преподавателем кафедры патологической анатомии. В 1935 году защитил докторскую диссертацию.
Попав в 1942 году на войну, был тяжело ранен, находился на лечении. В эти годы им было написано руководство по патологоанатомической работе — «Указания по патологоанатомической службе».
После демобилизации в 1945 году работал в Онкологическом институте. С 1945 по 1950 год работал зав. кафедрой патологической анатомии Санкт-Петербургской медицинской академии последипломного образования (бывший Государственный институт для усовершенствования врачей, ГИДУВ им. С. М. Кирова).
Имел ученые звания: профессор (1938); член-корреспондент АМН СССР (1946); академик АМН СССР (1960). Под руководством М. Ф. Глазунов было подготовлено и защищено более двадцати кандидатских и докторских диссертаций.
Область научных интересов: инфекционная патология, патология военного времени, онкоморфология, патогенез атеросклероза, изучение прижизненной окраски тканей, изучение влияния авитаминоза С на рост костей и суставов и др.
М. Ф. Глазунов является автором более 70 научных трудов по вопросам патологической анатомии опухолей человека.
В разное время состоял в редколлегии труда «Опыт советской медицины в Великой Отечественной войне 1941—1945 гг.», редколлегии журнала «Вопросы онкологии».
Михаил Федорович Глазунов был известен также как коллекционер русской живописи. Долгие годы он собирал картины русских мастеров рубежа XIX—XX веков, в основном представителей объединений «Мира искусства» и «Союза русских художников» (К. Коровина, К. Богаевского, А. Архипова, В. Виноградова, Б. Кустодиева, А. Головина, а также Н.Рериха, К.Сомова, В.Борисова-Мусатова). К нему частенько приходил племянник — будущий Народный художник СССР Илья Сергеевич Глазунов. В блокадные годы, благодаря усилиям дяди, Илья Сергеевич был вывезен из Ленинграда.
Михаил Фёдорович Глазунов умер в Ленинграде от кровоизлияния в мозг 11 ноября 1967 года, похоронен на Богословском кладбище.
В 1976 году бо́льшая часть коллекции Глазунова перешла в собственность Саратовского художественного музея.

## Награды и звания
- Орден Ленина
- Орден Красного Знамени
- Орден Красной Звезды
- Орден «Знак Почета»
- Медали

## Труды
- Опухоли яичников (морфология, гистогенез, вопросы патогенеза), Л., 1954, 1961; Избранные труды, Л., 1971
- Избранные труды. Под ред. академика Н. А. Краевского. Л. Медицина. 1971.